# یی‌چون (هئی‌لونگ‌جیانگ)
یی‌چون (به چینی: 伊春市) یک شهر در سطح ولایت در جمهوری خلق چین است که در استان هئی‌لونگ‌جیانگ واقع شده‌است.

## خصوصیات
یی‌چون ۳۲٬۸۰۰ کیلومترمربع مساحت و ۸۷۸٬۸۸۱ نفر جمعیت دارد.

## خواهرخوانده
شهر باد ویلدونگن خواهرخواندهٔ یی‌چون هست.

## مناطق، شهرها، و شهرستان‌ها
در ماه ژوئیه سال ۲۰۱۹ میلادی، از نظر تقسیمات اداری، شهر یی‌چون دچار تحولات عمده‌ای شد. پیش از این تاریخ، یی‌چون متشکل از ۱۵ منطقه، ۱ شهر در سطح شهرستان (شهر تیه‌لی)، و ۱ شهرستان (شهرستان نان‌چا) بود. در آن تاریخ، بسیاری از این منطقه‌ها منحل و ادغام شده و به ۴ منطقه و ۵ شهرستان تبدیل شدند. از جملهٔ این تغییرات انحلال منطقه یی‌چون (دربرگیرندهٔ منطقهٔ شهریِ اصلی «شهر در سطح ولایت «یی‌چون»)‌، و انحلال منطقه مئی‌‌شی (به مرکزیت شهرک مئی‌شی)، و ادغام اراضی منطقهٔ‌ اولی با بخشی از اراضی دومی برای تشکیل منطقه یی‌مئی (مرکز اداری فعلی این «شهر در سطح ولایت») بود. شهر تیه‌لی و شهرستان نان‌چا بدون تغییر و تحول بجای خود باقی ماندند.
|                                |           |                 |            |                      |             |  |  |  |  |  |
| نام                            | حروف چینی | پین‌یین          | جمعیت-۱۳۹۹ | مساحت (کیلومتر مربع) | تراکم جمعیت |  |  |  |  |  |
| منطقه جین‌لین                   | 金林区    | Jīnlín Qū       | ۶۰٬۴۶۶     | ۲٬۲۳۵٫۶۹             | ۲۷٫۰۵       |  |  |  |  |  |
| منطقه ووتسوی                   | 乌翠区    | Wūcuì Qū        | ۷۲٬۲۵۹     | ۲٬۴۲۴٫۰۷             | ۲۹٫۸۱       |  |  |  |  |  |
| منطقه یووهاو                   | 友好区    | Yǒuhǎo Qū       | ۵۴٬۳۰۲     | ۳٬۰۰۱٫۴۸             | ۱۸٫۰۹       |  |  |  |  |  |
| منطقه یی‌مئی                    | 伊美区    | Yīměi Qū        | ۱۷۳٬۳۲۰    | ۲٬۷۱۱٫۲۶             | ۶۳٫۹۳       |  |  |  |  |  |
| شهر تیه‌لی (شهر در سطح شهرستان) | 铁力市    | Tiělì Shì       | ۲۲۵٬۹۶۰    | ۳٬۷۶۲٫۶۴             | ۶۰٫۰۵       |  |  |  |  |  |
| شهرستان تانگ‌وانگ               | 汤旺县    | Tāngwàng Xiàn   | ۳۳٬۲۴۵     | ۲٬۱۴۱٫۹۱             | ۱۵٫۵۲       |  |  |  |  |  |
| شهرستان داچینگ‌شان              | 大箐山县  | Dàqìngshān Xiàn | ۵۷٬۶۹۷     | ۳٬۷۱۹٫۲۷             | ۱۵٫۵۱       |  |  |  |  |  |
| شهرستان جیایین                 | 嘉荫县    | Jiāyìn Xiàn     | ۵۶٬۵۲۳     | ۶٬۷۴۸٫۷۵             | ۸٫۳۸        |  |  |  |  |  |
| شهرستان فنگ‌لین                 | 丰林县    | Fēnglín Xiàn    | ۶۲٬۲۱۴     | ۲٬۹۷۱٫۱۶             | ۲۰٫۹۴       |  |  |  |  |  |
| شهرستان نان‌چا                  | 南岔县    | Nánchà Xiàn     | ۸۲٬۸۹۵     | ۳٬۰۸۴٫۰۵             | ۲۶٫۸۸       |  |  |  |  |  |